# Čjinský stát
Čjinský stát (Barmsky: ချင်းပြည်နယ်) je administrativní část Myanmaru v jeho západní části. Sousedí na jihu s další administrativní částí Myanmaru - Arakanským státem, na západě s Indií a Bangladéšem, na východě s oblastmi Sakain a Makwei. Čjinové tvoří většinu z půlmilionové populace státu. Hlavním městem je Haka (Hakha)[zdroj?]. Hornatý a řídce osídlený stát patří k nejméně rozvinutým částem země.